# Velika Solona, Ielaneț
Velika Solona (în ucraineană Велика Солона) este o comună în raionul Ielaneț, regiunea Mîkolaiiv, Ucraina, formată numai din satul de reședință.

## Demografie
Componența lingvistică a comunei Velika Solona
     Ucraineană (92,15%)
     Rusă (3,46%)
     Română (3,29%)
     Alte limbi (0,25%)
Conform recensământului din 2001, majoritatea populației comunei Velika Solona era vorbitoare de ucraineană (92,15%), existând în minoritate și vorbitori de rusă (3,46%) și română (3,29%).